# L'Ulldemó
L'Ulldemó és un riu dels ports de Beseit, afluent, per la dreta, del riu Matarranya.
El curs d'aigua neix al vessant occidental del Mont Caro, dins el terme de Roquetes (Baix Ebre). La capçalera, fins al congost de les Gúbies, rep el nom de barranc del Regatxol.
Després de passar a llevant del poble de Beseit (comarca del Matarranya) s'uneix al seu col·lector, dins el terme del municipi.